# Chaucer Elliott
Edwin Smith "Chaucer" Elliott, född 20 augusti 1878 i Kingston, Ontario, död 13 mars 1913 i Kingston, var en kanadensisk idrottsman, tränare och ishockeydomare. Elliott valdes in Hockey Hall of Fame 1961.
Chaucer Elliott studerade medicin vid Queen's University i Kingston samtidigt som han spelade rugby, kanadensisk fotboll och ishockey. Därefter var han aktiv som baseballspelare under ett antal år. 1903 inledde Elliott sin bana som ishockeydomare med att döma matcher i Ontario Hockey Association. Säsongen 1905–06 dömde han även 27 matcher i den första helprofessionella ishockeyligan IPHL. Från 1906 till 1911 tränade Elliott lagen Toronto Argonauts och Montreal AAA Winged Wheelers inom kanadensisk fotboll.
1913 diagnosticerades Elliott med en oåterkallelig form cancer i ljumsken och han dog den 13 mars 1914 vid en ålder av 34 år.